# Джек-Медведь
«Джек-Медведь» (Джек по кличке «Медведь») — кинофильм. Экранизация произведения, автор которого — Дэн Макколл.

## Сюжет
Джон Лири (Дэнни Де Вито) — популярный телевизионный актёр и кумир детворы со всей округи. Джон воспитывает двух сыновей — Джека (которого зовёт Джек-Медведь) и Дилана, которые лишились матери, погибшей в автокатастрофе.
Джон не очень хороший отец — он много пьёт, имеет неприятности на работе, из-за этого родители покойной жены хотят забрать у него детей. Кроме того, сумасшедший сосед похищает его сына. Череда всех неприятностей приводит Джона к мысли о том что он лишается всего что ему дорого и пытается наладить свою жизнь и жизнь детей.
Действие фильма происходит в 1972 году. Повествование идёт от лица старшего сына - Джека.

## В ролях
- Дэнни Де Вито — Джон Лири
- Риз Уизерспун — Карен Моррис
- Роберт Стеймиллер — Джек Лири
- Мико Хьюз — Дилан Лири
- Гэри Синиз — Норман Стрик
- Арт Лафлёр — Мистер Фестингер
- Андреа Марковиччи — Элизабет Лири
- Джулия Луи-Дрейфус — Пегги Этинджер
- Лоррин Возофф — Миссис Митчелл

## Неточности фильма
- В конце фильма, когда Джек играет на пианино, Дилан спускается по лестнице вниз и начинает подходить к отцу, однако в следующем кадре, Дилан находится всё ещё на ступеньках.

## Издания
14 декабря 2004 года фильм был издан в США на DVD.

## Саундтрек
В фильме использованы композиции таких исполнителей как «The Youngbloods», «Teenage Nervous Breakdown», Оркестр Гленна Миллера и других.

## Награды и номинации
| Год  | Результат | Награда или фестиваль | Категория                                     | Примечание |
| ---- | --------- | --------------------- | --------------------------------------------- | ---------- |
| 1993 | Номинация | Young Artist Award    | Лучший актёр возрастом до 10 лет              |            |
| 1993 | Номинация | Young Artist Award    | Лучший молодой актёр в драматическом фильме   |            |
| 1993 | Победа    | Young Artist Award    | Лучший молодая актриса в драматическом фильме |            |